# Quy hoạch phát triển và quản lý báo chí toàn quốc đến 2025
Quy hoạch phát triển và quản lý báo chí toàn quốc đến 2025 là một đề án lớn thực hiện kéo dài qua nhiều năm nhằm hướng tới ,chào mừng kỷ niệm 100 năm Ngày Báo chí Cách mạng Việt Nam (21/6/1925 - 21/6/2025) dựa trên Quyết định số 362/QĐ-TTg ban hành ngày 3 tháng 4 năm 2019 của Thủ tướng Chính phủ Nguyễn Xuân Phúc. Trong quá trình xây dựng Quy hoạch, Bộ Thông tin và Truyền thông (nay là Bộ Khoa học và Công nghệ) đã có nhiều lần báo cáo Bộ Chính trị, Ban Chấp hành Trung ương Đảng và Ban Cán sự Đảng Chính phủ về sự cần thiết phải ban hành Quy hoạch và tác động của việc sắp xếp các cơ quan báo chí theo Quy hoạch để hướng tới chào mừng kỷ niệm 100 năm Ngày Báo chí Cách mạng Việt Nam (21/6/1925 - 21/6/2025) và tổng kết hoạt động của ngành báo chí toàn quốc trong giai đoạn 2011 - 2015. Đề án này đã thực hiện hàng loạt các cuộc sáp nhập trên quy mô lớn và phạm vi toàn quốc toàn bộ báo chí thuộc cả các ngành và địa phương.
Đề án thực hiện trong khoảng 10 năm này đã giảm mạnh số lượng cơ quan báo chí và chi phí vận hành bộ máy này trên thực tế, với chủ trương sáp nhập hầu hết các cơ quan báo chí các bộ ngành, địa phương thành 1 cơ quan duy nhất.

## Bối cảnh
Việc sắp xếp các cơ quan báo chí theo mô hình cơ quan báo chí có nhiều loại hình báo chí xuất phát từ xu hướng các loại báo chí in, phát thanh, truyền hình và báo điện tử có thể hội tụ trên một nền tảng công nghệ nhằm tăng cường sức mạnh của cơ quan báo chí đa phương tiện. Việc thành lập mô hình cơ quan báo chí có nhiều loại hình báo chí xuất phát từ nhu cầu thực tế của địa phương, đảm bảo không vượt quá số lượng cơ quan báo chí theo Quy hoạch phát triển và quản lý báo chí toàn quốc đến năm 2025 đã được Thủ tướng Chính phủ phê duyệt.
Mặt khác thời gian qua, thực hiện Nghị quyết số 18-NQ/TW, Nghị quyết số 19-NQ/TW ngày 25 tháng 10 năm 2017 của Ban Chấp hành Trung ương về "Một số vấn đề về tiếp tục đổi mới, sắp xếp tổ chức bộ máy của hệ thống chính trị tinh gọn, hoạt động hiệu lực, hiệu quả" và "Tiếp tục đổi mới hệ thống tổ chức và quản lý, nâng cao chất lượng và hiệu quả hoạt động của các đơn vị sự nghiệp công lập", một số địa phương đã tiến hành triển khai thành công việc sắp xếp tinh gọn các đơn vị sự nghiệp công lập, trong đó, có việc sắp xếp quy hoạch báo chí trên nguyên tắc sáp nhập các cơ quan báo chí hiện có để thành lập mô hình cơ quan báo chí có nhiều loại hình báo chí.

## Nội dung đề án
Đề án đưa ra giải pháp cụ thể đối với các ngành, các địa phương từ trung ương đến cấp tỉnh. Theo đó:

### Đối với báo và tạp chí in
Giảm số lượng cơ quan báo in, mỗi cơ quan có thể có nhiều ấn phẩm (trong đó có một ấn phẩm chính và có thể có một số ấn phẩm khác). Các cơ quan báo chí được giao quyền tự chủ tài chính. Nhà nước tập trung đầu tư ngân sách cho một số cơ quan báo chủ lực, thực hiện cơ chế đặt hàng đối với một số báo và tạp chí phục vụ các nhiệm vụ chính trị được xác định. Phương án sắp xếp và lộ trình thực hiện như sau:
- Ban Chấp hành Trung ương có Báo Nhân dân, Tạp chí Cộng sản. Báo Nhân dân thực hiện theo mô hình cơ quan truyền thông đa phương tiện. Đến năm 2020, mỗi ban đảng Trung ương có không quá 1 tạp chí in; khuyến khích các tạp chí có phiên bản điện tử và chuyển dần từ hình thức tạp chí in sang tạp chí điện tử. Sau năm 2020, trên cơ sở lấy Báo điện tử Đảng Cộng sản Việt Nam (thuộc Ban Tuyên giáo Trung ương) làm nòng cốt, hợp nhất tạp chí các ban đảng Trung ương để xây dựng một cơ quan báo chí tập trung, đa phương tiện.
- Văn phòng Quốc hội, Viện kiểm sát nhân dân tối cao, Toà án nhân dân tối cao, Kiểm toán Nhà nước: mỗi cơ quan có 1 cơ quan báo in và 1 cơ quan tạp chí in.
- Bộ, cơ quan ngang bộ có 1 cơ quan báo và 1 cơ quan tạp chí. Đối với các bộ, cơ quan ngang bộ nếu tiếp nhận thêm cơ quan báo thuộc các tổ chức xã hội - nghề nghiệp, tổ chức xã hội trung ương, các doanh nghiệp thì được có tối đa 2 cơ quan báo nhưng chậm nhất đến năm 2025 phải hoàn thành việc sắp xếp (còn 1 cơ quan báo).

Đài Truyền hình Việt Nam, Đài Tiếng nói Việt Nam, Thông tấn xã Việt Nam, Báo Nhân dân, Báo Quân đội nhân dân và Báo Công an nhân dân thực hiện theo mô hình cơ quan truyền thông đa phương tiện.
Cơ quan thuộc Chính phủ (trừ Đài Truyền hình Việt Nam, Đài Tiếng nói Việt Nam, Thông tấn xã Việt Nam) có một cơ quan tạp chí. Quân khu, quân chủng có 1 cơ quan báo hoặc 1 cơ quan tạp chí.
Tổng cục và tương đương thuộc bộ, cơ quan ngang bộ có 1 cơ quan tạp chí.
Lộ trình thực hiện: Đến hết năm 2020, các bộ, cơ quan ngang bộ, cơ quan thuộc Chính phủ hoàn thành việc sắp xếp theo đúng quy hoạch.
- Bộ Công an hoàn thành sắp xếp báo của công an 5 tỉnh, thành phố trực thuộc trung ương thành ấn phẩm của Báo Công an nhân dân trong năm 2020.
- Học viện, viện nghiên cứu, các trường đại học, bệnh viện đủ điều kiện theo quy định được có cơ quan tạp chí khoa học chuyên ngành. Các cơ quan tạp chí này thực hiện tự chủ theo quy định của pháp luật.
- Mỗi tỉnh, thành phố trực thuộc trung ương có 1 cơ quan báo thuộc Đảng bộ cấp tỉnh, 1 cơ quan tạp chí thuộc hội văn học - nghệ thuật tỉnh. Một số tỉnh, thành phố là địa bàn trọng điểm về kinh tế, khoa học, công nghệ, văn hóa, du lịch được có cơ quan tạp chí chuyên ngành. Các cơ quan cấp sở, ngành thuộc các tỉnh, thành phố trực thuộc trung ương không có cơ quan báo chí.   Đến hết năm 2020, các tỉnh, thành phố trực thuộc trung ương hoàn thành việc sắp xếp theo đúng quy hoạch. Riêng Hà Nội và Thành phố Hồ Chí Minh, đến hết năm 2020 sắp xếp còn tối đa 05 cơ quan báo (không tính các cơ quan báo thuộc tổ chức tôn giáo); đến năm 2025, hoàn thành việc sắp xếp (còn 1 cơ quan báo).
- Mỗi tổ chức chính trị - xã hội trung ương có 1 cơ quan báo và 1 cơ quan tạp chí. Liên hiệp các Hội Khoa học và Kỹ thuật Việt Nam, Liên hiệp các Hội Văn học nghệ thuật Việt Nam có 1 cơ quan báo trực thuộc Liên hiệp và một số tạp chí của các hội thành viên. Hội Nhà báo Việt Nam, Hội Nhà văn Việt Nam có 1 cơ quan báo và 1 cơ quan tạp chí. Mỗi tổ chức xã hội - nghề nghiệp, tổ chức xã hội trung ương có 1 cơ quan tạp chí. Đến hết năm 2019, các tổ chức ở trung ương hoàn thành việc sắp xếp theo đúng quy hoạch. Riêng Trung ương Đoàn Thanh niên Cộng sản Hồ Chí Minh đến hết năm 2020 sắp xếp còn tối đa 3 cơ quan báo; đến năm 2025, hoàn thành việc sắp xếp (còn 1 cơ quan báo).
- Đến hết năm 2020, các Tập đoàn kinh tế, Tổng công ty Nhà nước không còn cơ quan báo. Các tạp chí của Tập đoàn kinh tế, Tổng công ty Nhà nước hoạt động theo giấy phép đã được cấp; việc cấp lại giấy phép thực hiện theo quy định của Luật Báo chí.
- Cơ quan trung ương của các tổ chức tôn giáo hoạt động hợp pháp theo quy định của pháp luật Việt Nam có 1 cơ quan tạp chí. Đến năm 2025, các tổ chức tôn giáo hoàn thành việc sắp xếp theo đúng quy hoạch.

### Đối với phát thanh, truyền hình
- Hệ thống phát thanh, truyền hình đổi mới theo hướng tập trung sản xuất chương trình, bảo đảm thời lượng phát sóng chương trình sản xuất trong nước của kênh phát thanh, kênh truyền hình phục vụ nhiệm vụ chính trị, thông tin tuyên truyền thiết yếu của quốc gia và địa phương đạt tỷ lệ tối thiểu 70% tổng thời lượng phát sóng trong 1 ngày của từng kênh chương trình (trong đó, thời lượng chương trình tự sản xuất mới đạt tối thiểu 30% thời lượng các chương trình sản xuất trong nước); việc khai thác các nội dung từ kênh chương trình nước ngoài tập trung vào tin thời sự quốc tế, khoa học, kỹ thuật, thể thao, giải trí và không vượt quá 30% tổng thời lượng phát sóng trong 1 ngày của kênh đó. Đến năm 2020, các đài phát thanh, truyền hình tự bảo đảm kinh phí hoạt động thường xuyên. Nhà nước có cơ chế hỗ trợ, đặt hàng đối với các kênh, chuyên mục, chương trình phục vụ các nhiệm vụ chính trị, thông tin, tuyên truyền thiết yếu và có cơ chế phù hợp để từng bước hình thành và phát triển ngành công nghiệp sản xuất nội dung trong nước.
- Đối với hệ thống dịch vụ phát thanh, truyền hình trả tiền, số lượng kênh chương trình nước ngoài được phép khai thác nguyên kênh trên hệ thống không vượt quá 30% tổng số kênh khai thác.
- Kênh Truyền hình Nhân dân (cơ quan chủ quản là Báo Nhân dân), kênh Truyền hình Thông tấn (cơ quan chủ quản là Thông tấn xã Việt Nam), kênh Truyền hình Đài Tiếng nói Việt Nam (cơ quan chủ quản là Đài Tiếng nói Việt Nam), kênh Truyền hình Công an Nhân dân (cơ quan chủ quản là Bộ Công an), kênh Truyền hình Quốc phòng Việt Nam (cơ quan chủ quản là Bộ Quốc phòng), kênh Truyền hình Quốc hội (cơ quan chủ quản là Văn phòng Quốc hội) không xây dựng hệ thống truyền dẫn, phát sóng riêng; các Trung tâm truyền hình khu vực của Đài Truyền hình Việt Nam chỉ thực hiện chức năng sản xuất chương trình cho Đài Truyền hình Việt Nam tại khu vực đó, không phát sóng riêng kênh chương trình khu vực.
- Phương án sắp xếp:
  - Đài Truyền hình Việt Nam là Đài Truyền hình Quốc gia. Đài Tiếng nói Việt Nam là Đài Phát thanh Quốc gia. Thông tấn xã Việt Nam là cơ quan thông tấn Quốc gia.
  - Thông tấn xã Việt Nam, Đài Tiếng nói Việt Nam, Báo Nhân dân, Bộ Quốc phòng, Bộ Công an, Văn phòng Quốc hội có kênh truyền hình.
  - Mỗi tỉnh, thành phố trực thuộc trung ương có 1 đài phát thanh và truyền hình. Mỗi đài chỉ có 1 kênh phát thanh, 1 kênh truyền hình phục vụ nhiệm vụ chính trị, thông tin tuyên truyền thiết yếu.
  - Riêng Thành phố Hồ Chí Minh có 1 đài phát thanh, 1 đài truyền hình. Thành phố Hà Nội, Thành phố Hồ Chí Minh, mỗi đài có tối đa 2 kênh phát thanh, 2 kênh truyền hình phục vụ nhiệm vụ chính trị, thông tin tuyên truyền thiết yếu.
  - Lộ trình thực hiện: Đến hết năm 2020, các đài phát thanh, truyền hình trên cả nước hoàn thành việc sắp xếp.

### Đối với báo điện tử và tạp chí điện tử
- Phương án sắp xếp đối với báo, tạp chí điện tử tương tự như đối với báo, tạp chí in. Các cơ quan, tổ chức được có cơ quan báo, tạp chí in như quy định tại khoản 1 trên đây thì được phép có báo, tạp chí điện tử. Tạp chí điện tử phải thể hiện đúng tính chất tạp chí, không được sử dụng giấy phép xuất bản tạp chí điện tử để xuất bản báo điện tử. Lộ trình thực hiện: Việc sắp xếp thực hiện theo lộ trình như đối với báo in, tạp chí in.
- Các báo điện tử hiện có cơ quan chủ quản là các tổ chức xã hội, tổ chức xã hội - nghề nghiệp, doanh nghiệp nhà nước thì thực hiện chuyển đổi cơ quan chủ quản hoặc chuyển thành tạp chí.
- Về cơ bản các báo điện tử tự cân đối tài chính. Nhà nước có cơ chế hỗ trợ phát triển một số báo điện tử chủ lực có kỹ thuật, công nghệ hiện đại, tính tương tác cao, phong phú về nội dung, có khả năng thu hút công chúng, định hướng dư luận xã hội, nhất là trước các sự kiện, vấn đề quan trọng, phức tạp, nhạy cảm để phục vụ nhiệm vụ chính trị, tuyên truyền và thông tin đối ngoại (bằng tiếng Việt và tiếng nước ngoài). d) Sắp xếp hệ thống các báo điện tử gắn với đổi mới công nghệ, quản lý nhằm phát huy tối đa lợi thế về bao phủ thông tin, khả năng tương tác, tìm kiếm thông tin và xâu chuỗi sự kiện, phù hợp với xu hướng hội tụ công nghệ đa phương tiện, trở thành công cụ hữu hiệu định hướng thông tin mạng.

## Hình thành đề án và thí điểm
Trước khi hình thành đề án, các cơ quan báo chí được lập mới mỗi năm, đẩy số lượng báo chí lên mức cao kỷ lục với hiện trạng mỗi ngành, địa phương và cơ quan chủ quản có thể có rất nhiều báo chí với đủ các loại. Có nhiều báo tự đầu tư và phát triển, nhưng cũng có rất nhiều báo vẫn xin các nguồn kinh phí từ ngân sách và các nhà tài trợ. Nhiều báo trùng lắp nhau, không tạo ra giá trị và làm bức tranh trở nên khá phức tạp. Trong khi đó, số đầu báo thực sự tốt và đem lại giá trị cho xã hội, tự sống một cách lành mạnh không có nhiều. Hiện tượng nhà báo đi kiếm quảng cáo, thậm chí tống tiền không phải là ít.
Đề án này đã được hình thành từ thời Thủ tướng Nguyễn Tấn Dũng song chưa được ban hành và thực thi. Sau nhiều thúc đẩy, đến năm 2015, trước khi Đề án đi vào thực tế bắt đầu có những thí điểm hướng đi của đề án trên thực tế.
- Bộ Giao thông Vận tải sáp nhập báo chí: Từ 2015, Bộ Giao thông Vận tải đã bắt đầu sắp xếp các cơ quan báo chí thuộc bộ với hiện trạng rất nhiều báo về 1 đầu mối, 1 báo duy nhất.[17]
- Bộ Thông tin và Truyền thông sáp nhập báo chí: Năm 2018, Bộ Thông tin - Truyền thông tiếp tục việc sắp xếp các cơ quan báo chí thuộc bộ theo hướng giảm đầu mối tối đa và việc đầu tiên là sáp nhập các báo thuộc nhóm báo Bưu điện Việt Nam vào Vietnamnet. Theo đó, báo điện tử Vietnamnet sẽ hợp nhất Báo Bưu điện Việt Nam để trở thành Báo Vietnamnet. Báo Vietnamnet trở thành cơ quan báo chí đa phương tiện, có nhiều ấn phẩm, thực hiện chức năng cơ quan ngôn luận của Bộ Thông tin và Truyền thông, thực hiện nhiệm vụ thông tin, tuyên truyền vì sự nghiệp phát triển các ngành, lĩnh vực thuộc phạm vi quản lý nhà nước của Bộ. Báo Vietnamnet là đơn vị sự nghiệp công lập hoạt động theo Luật Báo chí và các quy định khác liên quan, có tư cách pháp nhân, có con dấu riêng, có trụ sở chính tại Hà Nội, có tên giao dịch quốc tế là Vietnamnet. Báo Vietnamnet kế thừa toàn bộ quyền, nghĩa vụ hợp pháp của Báo Bưu điện Việt Nam và Báo điện tử Vietnamnet; có trách nhiệm tiếp nhận bàn giao từ Báo Bưu điện Việt Nam và Báo điện tử Vietnamnet, duy trì ổn định hoạt động kể từ khi Quyết định có hiệu lực từ ngày 1 tháng 9 năm 2018.[18]

## Sáp nhập báo chí từ sau Quyết định chính thức
Việc sáp nhập các cơ quan báo chí diễn ra nhanh và mạnh hơn sau khi đề án chính thức được ký và ban hành vào năm 2019. Quy hoạch được ký từ tháng 4 năm 2019 thì đến tháng 12 cùng năm, cả nước đã giảm 18 cơ quan báo chí so với năm 2018, theo báo cáo của Ban Tuyên giáo Trung ương. Cho đến 30 tháng 11 năm 2019, cả nước còn có 850 cơ quan báo chí.
Thống kê này cũng cho thấy, trong 850 cơ quan báo chí đó, đó, có 179 báo (83 báo trung ương và 96 báo địa phương), 648 tạp chí, 23 cơ quan báo chí điện tử độc lập. Cả nước có 72 cơ quan có giấy phép hoạt động phát thanh truyền hình với 2 đài quốc gia (VTV, VOV), 1 Đài Truyền hình Kỹ thuật số VTC, 64 đài địa phương, 5 kênh truyền hình với tổng số 87 kênh phát thanh và 93 kênh truyền hình.
Số liệu cùng lúc đó do báo Thanh niên đưa cho thấy tổng doanh thu báo in và báo điện tử trong năm 2019 ước đạt 4.923 tỉ đồng (báo in 3.508 tỉ đồng, giảm 3,9% so với năm 2018; báo điện tử 1.415 tỉ đồng, tăng 13,38% so với năm 2018). Tổng doanh thu của 72 đài phát thanh truyền hình là 11.394 tỉ đồng, trong đó doanh thu quảng cáo là 9.067 tỉ đồng. Cả nước thời điểm đó có 41.000 người đang công tác tại các cơ quan báo chí, trong đó có 20.407 người được cấp thẻ nhà báo. Mức giảm này là ít và nhiều nơi vẫn chưa thực hiện hoặc thực hiện chưa tốt nên ông Võ Văn Thưởng - Trưởng Ban Tuyên giáo Trung ương đã hối thúc cần "khẩn trương thực hiện nghiêm quy hoạch báo chí".

### Quy hoạch báo chí các hội trung ương
Ngày 27 tháng 2 năm 2020, Bộ Thông tin và Truyền thông công bố đã triển khai xong việc chuyển đổi mô hình, sắp xếp các cơ quan báo chí của 19 tổ chức hội ở trung ương.
Theo Quy hoạch phát triển và quản lý báo chí toàn quốc đến năm 2025, 24 tổ chức hội trung ương phải chuyển đổi mô hình, sắp xếp cơ quan báo, tạp chí, trong đó mỗi tổ chức hội sau khi thực hiện quy hoạch có 1 tạp chí. Với sự vào cuộc quyết liệt của cơ quan chỉ đạo, cơ quan quản lý nhà nước về báo chí, về cơ bản, các tổ chức hội đã thực hiện triển khai quy hoạch báo chí.
Theo Cục Báo chí (Bộ Thông tin và Truyền thông), đến nay đã triển khai xong việc chuyển đổi mô hình, sắp xếp các cơ quan báo chí đối với 19 tổ chức hội. Cụ thể:
- Báo điện tử Trí thức trẻ thành chuyên trang của báo điện tử Tổ quốc, hoạt động từ 1 tháng 2 năm 2020.
- Cấp phép cho 18 tạp chí của 18 tổ chức hội, giấy phép có hiệu lực từ ngày 1 tháng 4 năm 2020, gồm:[22]
  - Tạp chí Diễn đàn doanh nghiệp (Liên đoàn Thương mại và Công nghiệp Việt Nam);
  - tạp chí Người cao tuổi (Hội Người cao tuổi Việt Nam);
  - tạp chí Bóng đá (Liên đoàn Bóng đá Việt Nam);
  - tạp chí Thời đại (Liên hiệp Các tổ chức hữu nghị Việt Nam);[23]
  - tạp chí Chất lượng và Cuộc sống (Hội Khoa học và Kỹ thuật về Tiêu chuẩn và Chất lượng Việt Nam);
  - tạp chí Thương hiệu và Công luận (Hiệp hội Chống hàng giả và bảo vệ thương hiệu Việt Nam);
  - tạp chí điện tử Giáo dục Việt Nam (Hiệp hội Các trường đại học, cao đẳng Việt Nam);
  - tạp chí Doanh nghiệp và Tiếp thị (Hội Marketing Việt Nam);
  - tạp chí Kinh tế và Đồ uống (Hiệp hội Chè Việt Nam);
  - tạp chí điện tử Tri thức trực tuyến (Hội Xuất bản Việt Nam);
  - tạp chí điện tử Kinh tế Chứng khoán Việt Nam (Hiệp hội Kinh doanh chứng khoán Việt Nam);
  - tạp chí Kinh tế nông thôn (Hội Làm vườn Việt Nam);
  - tạp chí Một thế giới (Hội Thông tin Khoa học và Công nghệ Việt Nam);
  - tạp chí Đời sống và Pháp luật (Hội Luật gia Việt Nam);
  - tạp chí Năng lượng mới (Hội Dầu khí Việt Nam);
  - tạp chí Sức khỏe cộng đồng (Hội Giáo dục chăm sóc sức khỏe cộng đồng Việt Nam);
  - tạp chí Làng nghề Việt Nam (Hiệp hội Làng nghề Việt Nam);
  - tạp chí Mê Kông - ASEAN (Hội Phát triển hợp tác kinh tế Việt Nam - ASEAN).

Ngoài ra, còn 5 báo thuộc 5 tổ chức hội (2 báo đang tạm dừng xuất bản để triển khai thực hiện quy hoạch, 1 báo chuyển đổi cơ quan chủ quản, 2 báo đang hoàn thiện hồ sơ, thủ tục), Bộ Thông tin và Truyền thông sẽ tiếp tục triển khai theo quy định.

### Quy hoạch báo chí tại TPHCM
Sau khi nhậm chức không lâu, ngày 22 tháng 5 năm 2020, Phó Chủ tịch Ủy ban nhân dân TP.HCM Dương Anh Đức đã ký ban hành Quyết định số 1786 phê duyệt Đề án sắp xếp, phát triển và quản lý báo chí TP.HCM đến năm 2025. Việc quy hoạch báo chí tại TP.HCM khá phức tạp và khó khăn vì tại đây có nhiều tờ báo cơ quan chủ quản nhỏ song quy mô và ảnh hưởng của báo rất lớn, không chỉ ở tầm quốc gia mà còn ở tầm quốc tế như báo Tuổi trẻ.
Theo đó, sau khi sắp xếp, thành phố Hồ Chí Minh còn 19 cơ quan báo chí gồm 7 báo in, gồm các báo Sài Gòn Giải Phóng, Tuổi Trẻ, Người Lao Động, Phụ nữ Thành phố Hồ Chí Minh, Pháp luật Thành phố Hồ Chí Minh, Công giáo và Dân tộc, Giác Ngộ. Ngoài ra có 1 đài phát thanh, 1 đài truyền hình và 10 tạp chí. So với trước khi sắp xếp, giảm 8 cơ quan báo chí (chuyển thành 6 ấn phẩm phụ và 2 bản tin). Các cơ quan báo chí vừa có báo in vừa có báo điện tử, tạp chí in và tạp chí điện tử sắp xếp theo lộ trình của báo in, tạp chí in.
Số lượng cơ quan báo chí thành phố Hồ Chí Minh thực hiện sắp xếp là 27/28 (báo Công an thành phố Hồ Chí Minh thực hiện sắp xếp theo đề án của Bộ Công an) với lộ trình gồm hai giai đoạn.
Giai đoạn 1: Từ khi đề án được phê duyệt đến hết năm 2020. Ở giai đoạn này, có 21 cơ quan báo chí phải sắp xếp. Trong đó, giữ ổn định một cơ quan là báo Sài Gòn Giải Phóng.
Cụ thể, chuyển cơ quan chủ quản sáu cơ quan báo chí, gồm: Báo Phụ nữ thành phố Hồ Chí Minh chuyển từ Hội Liên hiệp phụ nữ thành phố Hồ Chí Minh sang Thành ủy Thành phố Hồ Chí Minh; báo Tuổi Trẻ từ Thành đoàn TP sang Thành ủy Thành phố Hồ Chí Minh; báo Người Lao động từ Liên đoàn Lao động TP sang Thành ủy Thành phố Hồ Chí Minh; báo Pháp Luật thành phố Hồ Chí Minh từ Sở Tư pháp sang UBND thành phố Hồ Chí Minh; tạp chí Du lịch từ Sở Du lịch sang UBND thành phố Hồ Chí Minh và tạp chí Phát triển Nhân lực từ UBND TP sang Học viện Cán bộ TP.
Chuyển đổi mô hình hoạt động, chuyển cơ quan chủ quản tám cơ quan báo chí thành tạp chí, gồm: Báo Cựu chiến binh, Thời báo Kinh tế Sài Gòn, báo Giáo dục thành phố Hồ Chí Minh, báo Doanh nhân Sài Gòn, Khoa học Phổ thông, Tuần báo Văn nghệ thành phố Hồ Chí Minh.
Chuyển đổi mô hình hoạt động hai cơ quan báo chí thành bản tin, gồm: Tạp chí Sổ tay Xây dựng Đảng, tạp chí HTV.
Giai đoạn 2: Từ năm 2021 đến hết năm 2025 sẽ hoàn thành việc sắp xếp. Các cơ quan báo chí nhanh chóng ổn định, hoạt động theo yêu cầu mới. Đồng thời tiếp tục triển khai Quyết định số 362 ngày 3 tháng 4 năm 2019 của Thủ tướng Chính phủ về phê duyệt Quy hoạch phát triển và quản lý báo chí toàn quốc đến năm 2025.
Bên cạnh đó, báo in và tạp chí in hoạt động theo mô hình một cơ quan báo in có nhiều ấn phẩm; đối với phát thanh truyền hình hoàn thiện tổ chức nhân sự theo mô hình tinh gọn, hiệu quả; đối với báo điện tử và tạp chí điện tử tập trung phát triển báo điện tử, tạp chí điện tử chủ lực có kỹ thuật, công nghệ hiện đại, tính tương tác cao, phong phú về nội dung, thu hút công chúng, định hướng dư luận xã hội...
Đến năm 2025, thành phố Hồ Chí Minh sẽ tiếp tục nghiên cứu việc sắp xếp báo chí theo Đề án còn một cơ quan truyền thông đa phương tiện.
Hiện nay, thành phố Hồ Chí Minh có 161 cơ quan báo chí Trung ương đặt Văn phòng đại diện và cử phóng viên thường trú; 10 chi nhánh đơn vị hoạt động truyền hình trả tiền, 46 đơn vị hoạt động truyền hình thu qua vệ tinh; 28 cơ quan báo chí của địa phương (gồm 16 báo, một đài truyền hình, một đài tiếng nói nhân dân và 10 tạp chí).

### Quy hoạch báo chí tại Hà Nội[28]
UBND Thành phố Hà Nội ban hành Quyết định số 18/QĐ-UBND ngày 2 tháng 1 năm 2020 phê duyệt Đề án sắp xếp phát triển và quản lý báo chí Thành phố Hà Nội đến năm 2025 thực hiện sắp xếp 15/20 cơ quan báo chí (riêng báo Quốc phòng Thủ đô và An ninh Thủ đô thực hiện sắp xếp theo đề án của Bộ Quốc phòng và Bộ Công an).
Quyết định trên thể hiện mục tiêu sắp xếp hệ thống báo chí Thành phố Hà Nội gắn với đổi mới mô hình tổ chức, nâng cao hiệu quả lãnh đạo, quản lý báo chí để phát triển hệ thống báo in, báo hình, báo nói, báo điện tử; khắc phục tình trạng chồng chéo, đầu tư dàn trải, buông lỏng quản lý, hoạt động xa rời tôn chỉ, mục đích; xây dựng cơ quan báo chí chủ lực, đa phương tiện làm nòng cốt, có vai trò định hướng dư luận xã hội, thông tin đối ngoại; xây dựng đội ngũ cán bộ quản lý, phóng viên, biên tập viên có đủ phẩm chất, năng lực đáp ứng yêu cầu phát triển báo chí trong tình hình mới; nâng cao trách nhiệm lãnh đạo, quản lý báo chí của các cấp ủy Đảng, chính quyền và người đứng đầu cơ quan chủ quản và cơ quan báo chí thành phố Hà Nội.
Theo đó, trong giai đoạn 1, từ khi đề án được phê duyệt đến hết năm 2020 có 3 cơ quan báo chí không phải sắp xếp; 15 cơ quan báo chí phải sắp xếp. Trong đó, dừng hoạt động 6 tạp chí: Giáo dục Thủ đô, Thương gia, Hàng hóa và Thương hiệu, Tinh hoa Đất Việt, Phái đẹp (Elle), Golf Việt Nam; Dừng hoạt động 3 cơ quan báo: Màn ảnh Sân khấu, Thời báo Doanh nhân, Cựu chiến binh Thủ đô; giữ ổn định 4 cơ quan báo: Kinh tế và Đô thị; Phụ nữ Thủ đô; Lao động Thủ đô; Tuổi trẻ Thủ đô; sáp nhập báo Pháp luật và Xã hội vào báo Kinh tế và Đô thị; chuyển đổi mô hình hoạt động 1 cơ quan báo: báo Người Hà Nội chuyển thành tạp chí chuyên ngành Văn học Nghệ thuật của TP.
Kết quả sau sắp xếp còn 8 cơ quan báo chí: 5 báo (Hà Nội mới; Kinh tế và Đô thị; Phụ nữ Thủ đô; Lao động Thủ đô; Tuổi trẻ Thủ đô), 2 tạp chí (Khoa học (thuộc trường đại học Thủ đô); Văn học và Nghệ thuật HN), 1 Đài PT-TH Hà Nội; giảm 10 cơ quan báo chí.
Giai đoạn 2, từ ngày 1 tháng 1 năm 2021 đến hết năm 2025, hoàn thành việc sắp xếp; ổn định hoạt động và nâng cao chất lượng, hiệu quả các cơ quan báo chí Thành phố sau sắp xếp. Xác định cơ quan báo chí chủ lực, nòng cốt thực hiện nhiệm vụ chính trị, định hướng thông tin tạo đồng thuận trong xã hội.
Đối với báo in và tạp chí sẽ hoạt động theo mô hình một cơ quan báo in có nhiều ấn phẩm; đổi mới hình thức, nội dung. Đối với báo điện tử và tạp chí điện tử: tập trung phát triển báo điện tử có kỹ thuật, công nghệ hiện đại, tính tương tác cao, định hướng dư luận xã hội, tuyên truyền và thông tin đối ngoại (bằng tiếng Việt và tiếng nước ngoài); đổi mới công nghệ, trở thành công cụ hữu hiệu định hướng thông tin mạng.
Đối với phát thanh, truyền hình: Đài PT-TH Hà Nội hoàn thiện tổ chức nhân sự theo mô hình tinh gọn, hiệu quả; đẩy mạnh cung cấp trên mạng internet; đầu tư thiết bị chuyên ngành và hệ thống an ninh, an toàn trong phát sóng; sản xuất chương trình truyền hình theo tiêu chuẩn kỹ thuật hiện đại.